# Jeff Burton
Jeffery Brian Burton, besser bekannt als Jeff Burton (* 29. Juni 1967 in South Boston, Virginia) ist ein ehemaliger US-amerikanischer NASCAR-Rennfahrer im Sprint Cup. Er fährt den von Caterpillar gesponserten Chevrolet mit der Startnummer 31 für Richard Childress Racing. Zudem fährt er zeitweise in der Nationwide Series den von Holiday Inn gesponserten Chevrolet mit der Startnummer 29. Jeff Burton ist der jüngere Bruder von Ward Burton, der ebenfalls NASCAR-Rennfahrer war und 2002 das Daytona 500 gewann, sowie der Vater Harrison Burtons. Sein Spitzname ist The Mayor.

## NASCAR-Karriere

### Nationwide Series
Burton fuhr eine Handvoll Rennen in der Nationwide Series in der Saison 1988 im Wagen seines Vaters John Burton mit der Startnummer 69. Im darauffolgenden Jahr trat er in der kompletten Saison im Burton Autospors Pontiac mit der Startnummer 12 an und war Anwärter auf den Titel des Rookie of the Year. 1990 fuhr Burton den von Armour Meats gesponserten Buick mit der Startnummer 12 für Sam Ard. Zur Saison 1991 wechselte er in den Armour/Food Lion-Chevrolet mit der Startnummer 99 für J&J Racing, bevor 1992 der Wechsel zu Filmar Racing folgte. In dieser Saison war sein Rennwagen ein Oldsmobile, welches von TIC Financial System gesponsert wurde. 1993 saß Burton in einem von Baby Ruth gesponserten Ford.

### Sprint Cup

#### 1993–1995
Burton fuhr sein erstes Rennen im Winston Cup in der Saison 1993 in einem von TIC Financial gesponserten Ford mit der Startnummer 0 für Fil Martocci. 1994 folgte die erste komplette Saison im Winston Cup im Raybestos Ford mit der Startnummer 8 für die Stavola Brothers. In derselben Saison begann auch Ward seine Karriere als Vollzeitfahrer, dieser hatte im Gegensatz zu Jeff vor der Saison kein Rennen bestritten. Nach fünf Rennen lag Jeff auf Platz 14 in der Meisterschaft, welches die beste Platzierung der Saison bleiben sollte. Am Ende der Saison lag Burton auf Platz 24, nachdem er beim Miller Genuine Draft 400 disqualifiziert wurde, da er illegal Löcher in den Überrollkäfig gebohrt hatte, was eine Missachtung der Sicherheitsvorschriften darstellte. Die beste Platzierung in einem Rennen war ein vierter Platz. Mit dieser Saisonleistung gewann Burton den Titel als Rookie des Jahres vor seinem Bruder. In der Saison 1995 erzielte Jeff Burton nur ein Top-5-Ergebnis sowie einen neunten Platz. Zusätzlich mit drei ausgelassenen Rennen fiel er in der Gesamtwertung auf Platz 32 in der Meisterschaft zurück, während sein Bruder sein erstes Rennen gewinnen konnte.

#### 1996–2001
Im Jahre 1996 verließ Burton die Stavola Brothers und wechselte zu Roush Racing. Dort fuhr er den Ford mit der Startnummer 99 und beendete die Saison als 13. in der Meisterschaft, obwohl er sich für das Purolator 500 im März nicht qualifizieren konnte. In den darauffolgenden vier Jahren zwischen 1997 und 2000 beendete Burton keine Saison schlechter als Platz fünf in der Meisterschaft.
Beim Interstate Batteries 500 auf dem Texas Motor Speedway im Jahre 1997 sicherte sich Burton seinen ersten Sieg im Winston Cup. Bis in die Saison 2000 folgten 14 weitere. Im Jahre 1999 gewann Burton sechs Rennen, was Rekord in seiner Karriere ist. Unter diesen sechs Siegen war auch das Jiffy Lube 300, welches er zum dritten Mal in Folge gewinnen konnte, sowie mit dem Coca-Cola 600 und dem Southern 500 zwei der vier wichtigsten Rennen im Winston Cup. Die beste Saison lieferte Burton im Jahre 2000 ab, als er mit 294 Punkten hinter Champion Bobby Labonte dritter in der Meisterschaft wurde. Zudem führte er am 17. September beim Dura Lube 300 auf dem New Hampshire International Speedway als erster Fahrer nach Cale Yarborough beim Nashville 420 in Nashville im Juni 1978 ein Rennen vom Start bis zum Ziel an. In der Saison 2001 gewann Burton zwei weitere Rennen und beendete die Saison als Zehnter in der Meisterschaft.

#### 2002–2004
Sowohl die Saison 2002 als auch 2003 beendete Burton jeweils als Zwölfter in der Meisterschaft und erzielte insgesamt acht Top-5- und 25 Top-10-Ergebnisse, aber keinen einzigen Sieg. Nachdem der Sponsor Citgo ankündigte Roush Racing zum Ende der Saison 2003 zu verlassen, fuhr Burton die Saison 2004 ohne Hauptsponsor, wobei einzelne Rennen durch seinen eigenen Sponsor SKF unterstützt wurden. Gleichzeitig kamen Gerüchte auf, dass er Roush Racing verlassen würde. Nachdem die Gerüchte zunächst dementiert wurden, unterschrieb Burton vor dem Sirius at The Glen einen Dreijahresvertrag bei Richard Childress Racing. Bis zum Ende der Saison fuhr er daraufhin den von America Online gesponserten Chevrolet mit der Startnummer 30. Vor dem Wechsel lag er auf Platz 23 in der Meisterschaft und nach dem Wechsel verbesserte er seine Position zum Ende der Saison auf Platz 18. Nach dem Ende der Saison wechselte Burton in den Cingular Wireless-Chevrolet mit der Startnummer 31 innerhalb von Richard Childress Racing und ersetzte Robby Gordon.

#### 2005
Auch 2005 konnte Burton keinen Sieg erzielen. Am Ende standen sechs Top-10- und drei Top-5-Ergebnisse auf seinem Konto, darunter ein dritter Platz beim Subway Fresh Fit 500 auf dem Phoenix International Raceway. Die beste Siegchance bestand für Burton beim Sharpie 500 im August auf dem Bristol Motor Speedway, als er bei einem Green-White-Checkered-Zieleinlauf hinter einem Konkurrenten steckenblieb und so hinter Sieger Matt Kenseth auf Platz zwei ins Ziel kam.

#### 2006

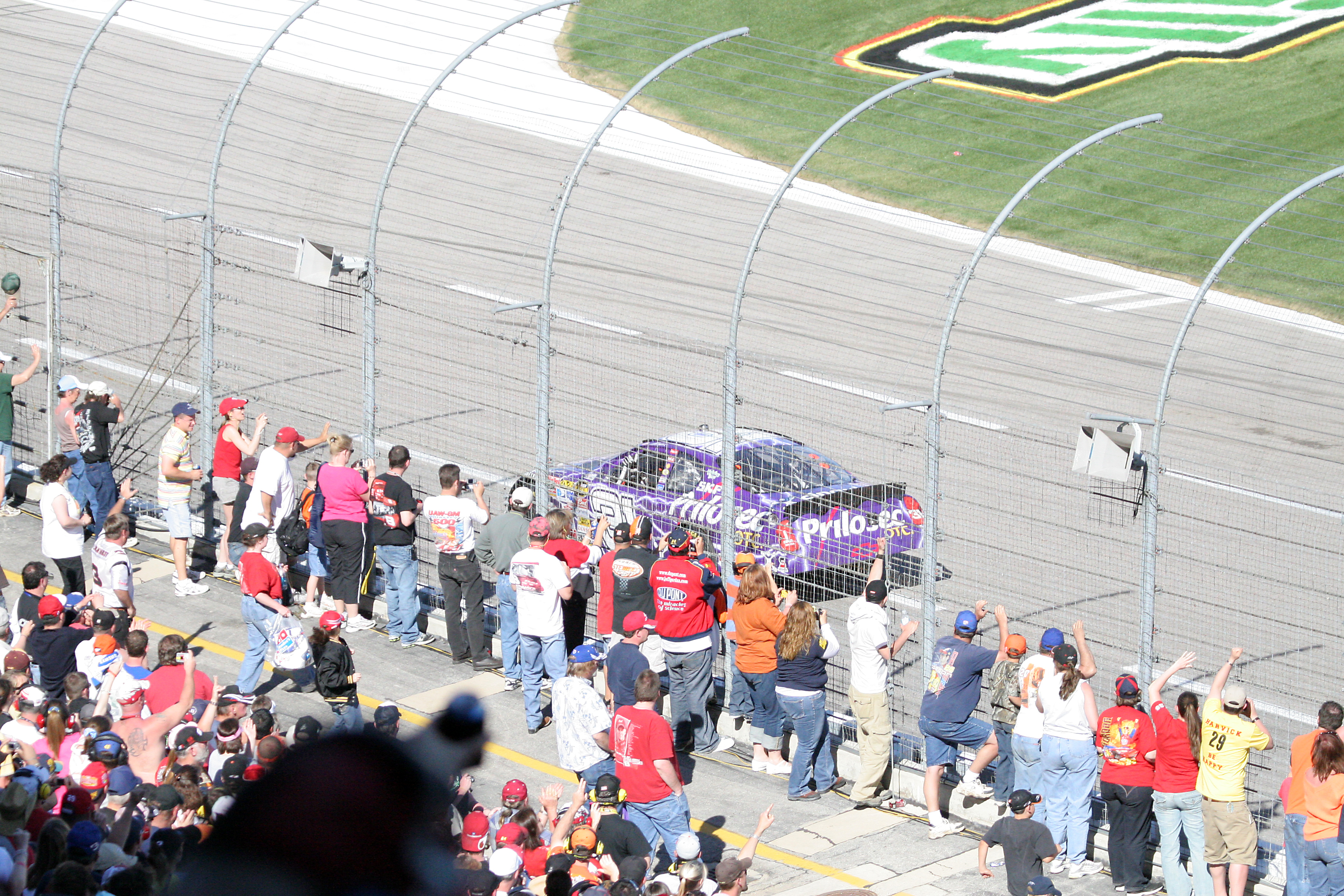
Burton nach dem Sieg in Texas 2007

In der Saison 2006 erzielte Burton insgesamt vier Pole-Positionen beim Daytona 500, dem USG Sheetrock 400, dem Allstate 400 und dem GFS Marketplace 400. Dabei war die Pole-Position in Daytona die erste seit September 2000 in Richmond. Das beste Ergebnis im Rennen war für Burton ein zweiter Platz auf dem Chicagoland Speedway. Beim Allstate 400 und Sharpie 500 führte er jeweils mehr als  die Hälfte des Rennens an. Nach dem Rennen auf dem Richmond International Raceway qualifizierte sich Burton für den Chase for the Nextel Cup, in dem er am 28. Oktober 2006 beim Dover 400 auf dem Dover International Speedway nach 175 Rennen den 18. Sieg seiner Karriere einfahren konnte und dadurch die Führung in der Meisterschaft übernahm. Wegen verhältnismäßig schlechten Resultaten in den darauffolgenden Rennen verspielte Burton seine Chancen auf die Meisterschaft.

#### 2007

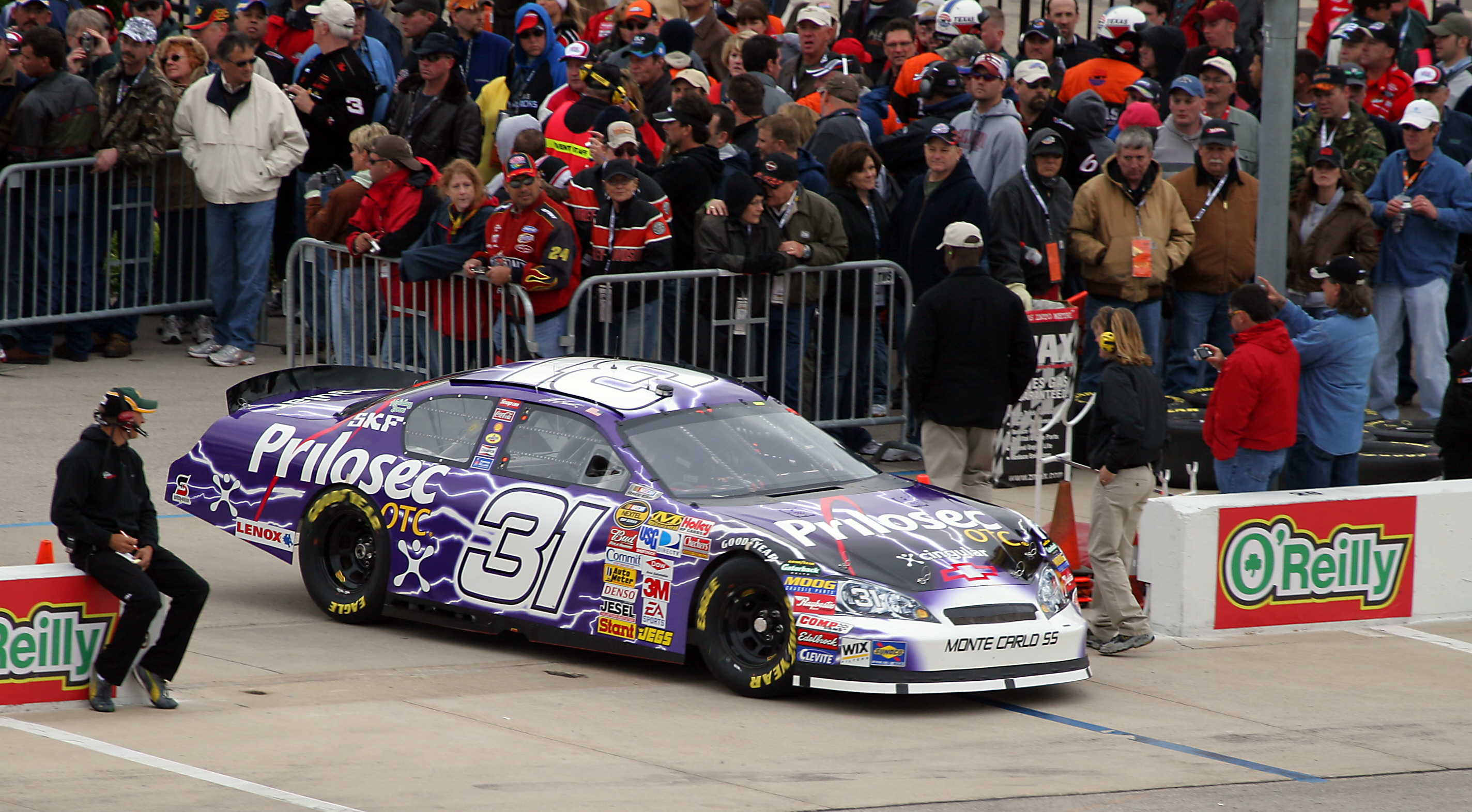
Burton in den Boxen in Texas 2007

In der Saison 2007 gewann Burton mit dem Samsung 500 auf dem Texas Motor Speedway am 15. April das 19. Rennen seiner Karriere. Zusammen mit sieben Top-5- und zwölf Top-10-Ergebnissen qualifizierte sich Burton auch in der Saison 2007 für den Chase for the Nextel Cup.

##### Kontroverse um AT&T als Hauptsponsor

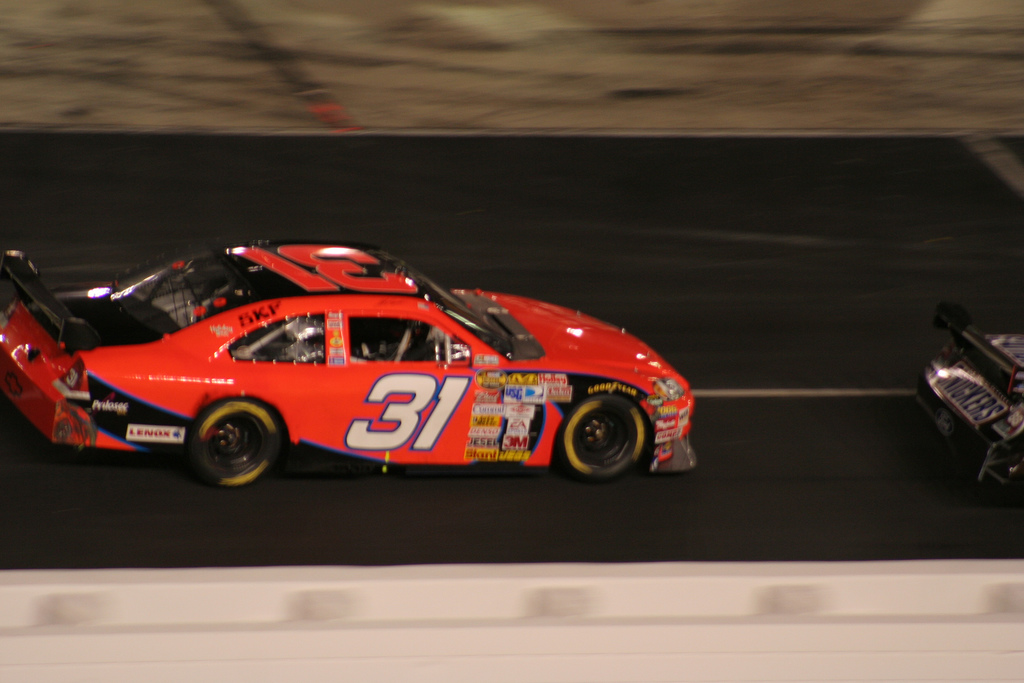
2007er Farbschema des Wagens Nr. 31

Cingular Wireless begann mit dem Sponsoring des Chevrolet mit der Startnummer 31 bereits vor der Saison 2004, als Nextel sich die Namensrechte an NASCARs Top-Liga sicherte. Sowohl Cingular als auch Alltel, Sponsor von Ryan Newmans Dodge mit der Startnummer 12, wurde es erlaubt, weiterhin als Sponsor aufzutreten, da sie bereits zuvor Sponsoren im Cup waren. Zu Beginn des Jahres 2007 begann Cingular seine Marke neu auszurichten, nachdem es von AT&T übernommen wurde. Kurz darauf verwies NASCAR auf eine spezielle Klausel im Vertrag mit Sprint Nextel, dass Cingular weder den Namen oder die beworbene Marke auf dem Rennwagen ändern dürfe.
Nachdem AT&T vergeblich versuchte NASCAR davon zu überzeugen, ihr Logo auf der Rückseite des Wagens anbringen zu dürfen, reichte AT&T am 16. März 2007 eine Klage gegen NASCAR ein. Am 18. Mai wurde es AT&T in einer einstweiligen Verfügung gestattet, den Wagen für die Nextel All-Star Challenge am 19. Mai entsprechend umzugestalten, nachdem NASCAR mit einem Eilantrag am selbigen Tag gescheitert war. Im Nachhinein wurde NASCAR eine Berufung für den 2. August 2007 zugestanden.
Am 17. Juni 2007 verkündete NASCAR, dass sie eine Klage über 100 Mio. US-Dollar gegen AT&T eingereicht hätte und ab 2008 alle anderen Unternehmen der Telekommunikationsbranche außer Sprint Nextel aus dem Sport haben wolle.
Am 13. August 2007 wurde in einer Berufungsverhandlung der Weg für NASCAR geebnet, AT&T das Anbringen ihres Logos auf Jeff Burtons Rennwagen zu untersagen. Anschließend verwies das Gericht den Fall zurück an das Bezirksgericht in Atlanta.
Beim ersten Training zum Sharpie 500 auf dem Bristol Motor Speedway am 24. August 2007 besaß der Wagen mit der Startnummer 31 keine Markenzeichen von AT&T und kam nur im bekannten Orange und Schwarz zur Strecke. Auch das Team und Burton trugen keine Markenzeichen auf ihrer Kleidung. Selbst der Transport-Lkw besaß keine Sponsorenlackierung. Nach Aussage von NASCAR-Offiziellen hätte es der Wagen mit den Logos von AT&T nicht durch die Inspektion für das Rennen geschafft.
Am 7. September 2007 verkündete NASCAR, dass eine Übereinkunft zwischen Sprint Nextel und Richard Childress Racing erzielt wurde, wonach AT&T bis zum Ende der Saison 2008 Burtons Wagen sponsern darf. Im Gegenzug bedeutete dies auch, dass Burton sich für die Saison 2009 um einen neuen Sponsor bemühen musste.

### Truck Series
Burton absolvierte insgesamt vier Rennen in der Craftsman Truck Series, alle in der Saison 1996 für Roush Racing. Im Ford mit der Startnummer 99 erzielte er ein Top-5- sowie drei Top-10-Ergebnisse, wobei das beste Ergebnis ein vierter Platz auf dem Nazareth Speedway war.